# Blasdell
Blasdell és una població dels Estats Units a l'estat de Nova York. Segons el cens del 2000 tenia 2.718 habitants.

## Demografia
Segons el cens del 2000, Blasdell tenia 2.718 habitants, 1.201 habitatges, i 684 famílies. La densitat de població era de 912,5 habitants/km².
Dels 1.201 habitatges en un 26,3% hi vivien nens de menys de 18 anys, en un 39,6% hi vivien parelles casades, en un 12,5% dones solteres, i en un 43% no eren unitats familiars. En el 37,6% dels habitatges hi vivien persones soles el 15,6% de les quals corresponia a persones de 65 anys o més que vivien soles. El nombre mitjà de persones vivint en cada habitatge era de 2,26 i el nombre mitjà de persones que vivien en cada família era de 3,04.
Per edats la població es repartia de la següent manera: un 24,6% tenia menys de 18 anys, un 6,7% entre 18 i 24, un 31,5% entre 25 i 44, un 20% de 45 a 60 i un 17,2% 65 anys o més.
L'edat mediana era de 36 anys. Per cada 100 dones de 18 o més anys hi havia 87 homes.
La renda mediana per habitatge era de 35.613 $ i la renda mediana per família de 43.846 $. Els homes tenien una renda mediana de 37.500 $ mentre que les dones 22.917 $. La renda per capita de la població era de 17.925 $. Entorn del 6,7% de les famílies i el 6,4% de la població estaven per davall del llindar de pobresa.